# Rhododendron 'Axel Tigerstedt'
Rhododendron 'Axel Tigerstedt' (рус. Аксель Тигерштедт) — сорт вечнозелёных рододендронов гибридного происхождения.
Рододендрон 'Axel Tigerstedt' назван в честь Акселя Тигерстедта (1930-2010), внука основателя арборетума Мустила (профессора Петера М.А. Тигерштедта) и первого исполнительного директора Фонда.

## Биологическое описание
За десять лет растение достигает высоты более 1,5 метров. Крона плотная.
Листья вечнозелёные, тёмно-зелёные, голые, только на нижней поверхности мелкие коричневые ворсинки.
Бутоны бледно-розовые. Цветки белые.

## В культуре
Выдерживает понижения температуры до -32 °С. 